# Manestella tristriata
Manestella tristriata är en tvåvingeart som först beskrevs av Mann 1933.  Manestella tristriata ingår i släktet Manestella och familjen stilettflugor. Inga underarter finns listade i Catalogue of Life.